# Constantine Samuel Rafinesque
Constantine Samuel Rafinesque-Schmaltz (ur. 22 października 1783, zm. 18 września 1840) – amerykański podróżnik i polihistor. W kręgu jego zainteresowań znajdowały się m.in. zoologia, botanika, historia, archeologia, geologia, językoznawstwo, meteorologia.
Urodził się w Konstantynopolu w niemiecko-francuskiej rodzinie, wychowywał się we Francji. W latach 1802–1804 po raz pierwszy przebywał w Stanach Zjednoczonych, gdzie badał florę Pensylwanii i Delaware. Po powrocie do Europy mieszkał od 1805 do 1815 roku w Palermo na Sycylii i poświęcił się tam badaniom nad historią naturalną. Następnie ponownie wyjechał do Ameryki, gdzie spędził resztę życia. W latach 1819–1825 był wykładowcą Transylvania University w Lexington w stanie Kentucky, później osiadł w Filadelfii. Odbył wiele wypraw terenowych, w których trakcie zbierał i opisywał nowe gatunki roślin. W ciągu swojego życia opublikował ponad 950 rozpraw naukowych, poświęconych tak różnorodnym tematom jak przyrodoznawstwo, ekonomia czy biblistyka, jak również poezje.
Pionierskie badania przyrodnicze Rafinesque’a nie spotkały się w swoich czasach ze zrozumieniem i uznaniem ze strony ówczesnych akademików, na co miały wpływ jego ekscentryczna osobowość i nietypowe metody działalności naukowej. Zidentyfikował i opisał prawie 6700 nowych gatunków, głównie roślin. Jego obserwacje zmienności gatunkowej w pewnym stopniu antycypowały darwinowską teorię ewolucji.
W kręgu zainteresowań Rafinesque’a znajdowała się również historia rdzennych ludów Ameryki. Poświęcił się badaniom kultury Majów, bezskutecznie próbując rozszyfrować ich pismo (błędne przypuszczał, iż ma ono strukturę alfabetyczną); udało mu się jednak prawidłowo odczytać majański system liczbowy. W 1836 roku ogłosił tekst Walam Olum, rzekomo odnalezionej przez siebie i przetłumaczonej kroniki indiańskiego plemienia Delawarów. Tekst ten uznawany jest współcześnie za fałszerstwo.
Jego nazwiskiem została nazwana roślina z rodziny astrowatych Rafinesquia.
Standardową skróconą formą autora, używaną do wskazania przy cytowaniu nazw botanicznych, jest Raf.